# HD 9289
BW Ceti eller HD 9289 är en dubbelstjärna belägen i mellersta delen av stjärnbilden Valfisken. Den har en kombinerad skenbar magnitud av ca 9,38 och kräver ett teleskop för att kunna observeras. Baserat på parallax enligt Gaia Data Release 3 på ca 3,26 mas beräknas den befinna sig på ett avstånd av ca 1 000 ljusår (ca  310 parsec) från solen. Den rör sig bort från solen med en heliocentrisk radialhastighet av ca 11,5 km/s.

## Observation
Stjärnan klassificerades 1993 först som en snabbt pulserande Ap-stjärna av Kurtz et al. när den visade sig pulsera med flera perioder, samlade omkring 10,5 minuter (1 585,06 μHz). Ytterligare observationer bekräftade närvaron av rotationsamplitudmodulering, liknande den för den välstuderade roAp-stjärnan HR 1217. År 2011 upptäcktes en ny uppsättning pulseringsfrekvenser, den starkaste av dem var på 1 585,936 μHz med en amplitud på 0,63 mmag. Få av dem stämde dock överens med de initiala rapporterna, vilket förklarades av att mätningarna av Kurtz et al. påverkades av vikning som orsakade felidentifikationer, även om en initiell förändring i stjärnans pulserande beteende inte kunde uteslutas.
År 2012 kunde rotationsperioden för HD 9289 avgränsas till 8,55 ± 0,08 dygn genom observationer av differentiell fotometri. Detta reviderades något uppåt 2021 till 8,660 ± 0,006 dygn.  

## Egenskaper

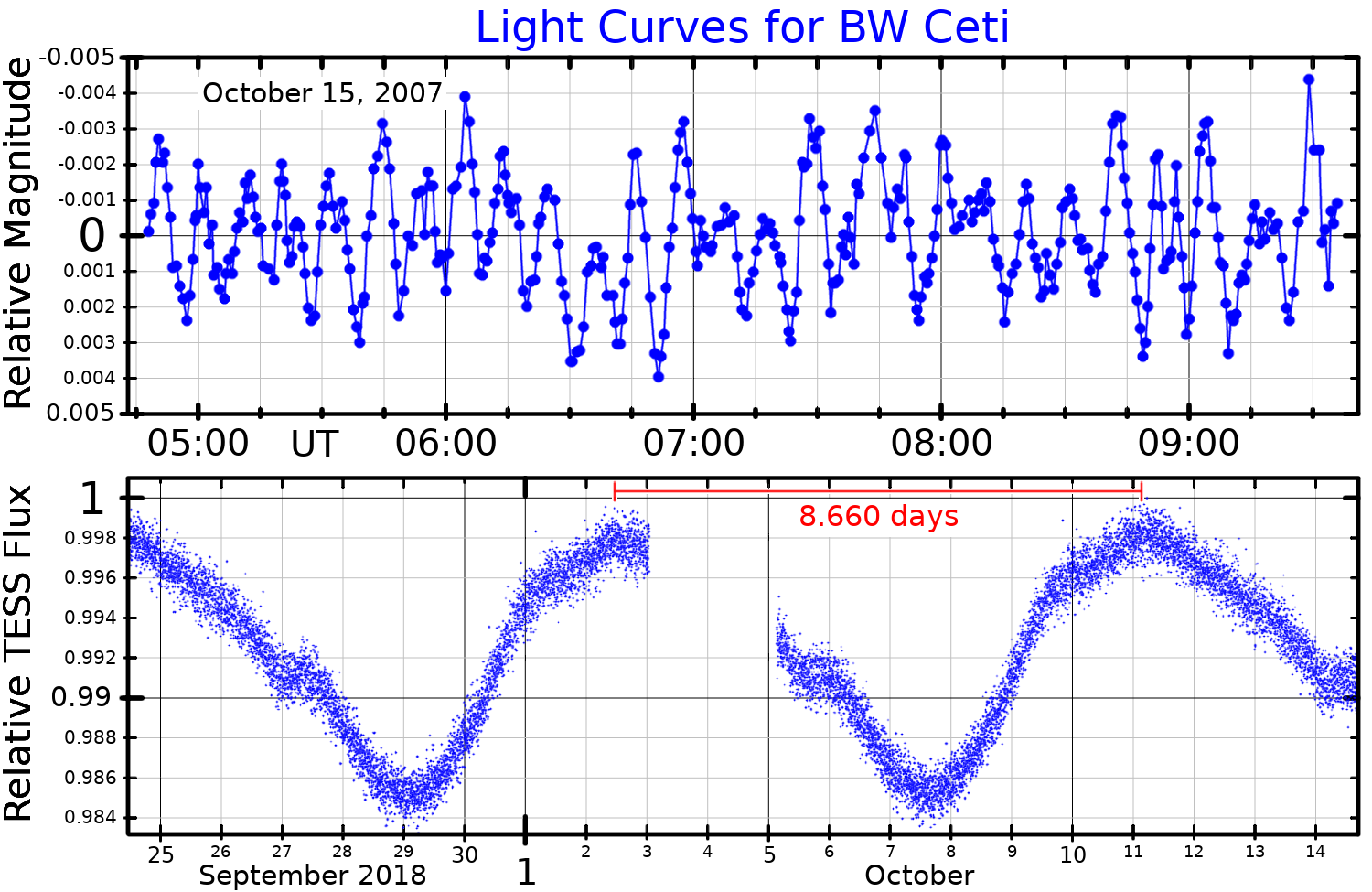
Ljuskurvor för BW Ceti. Det övre diagrammet, anpassat från Gruberbauer et al. visar den korta tidsskalvariabiliteten, och den nedre plotten av TESS-data visar den längre tidsskalvariabiliteten, med rotationsperioden markerad i rött.

Primärstjärnan i HD 9289 är en vit till blå stjärna i huvudserien av spektralklass A3 SrEuCr där suffixet anger att stjärnan visar starka spektrallinjer av strontium, europium och krom, karakteristiskt för en Ap-stjärna. Stjärnan utstrålar ungefär 8,7 gånger solens ljusstyrka från dess fotosfär. Den har ett magnetfält med en styrka på 2,0 kG, som är 3 000–9 000 gånger starkare än jordens magnetfält (0,22–0,67 G).
År 2012 upptäcktes en tidigare oupptäckt visuell följeslagare separerad med 0,441 bågsekunder öst-nordost om HD 9289. Sannolikheten att de två stjärnorna är orelaterade och närliggande av en slump är mycket låg (2,16 × 10-4 procent) och därför utgör paret med största säkerhet en vid dubbelstjärna. Stjärnan var omkring 1,70 magnitud svagare än primärstjärnan när den observeras i K-bandet.